# The Best Things in Life Are Free (lied)
The Best Things in Life Are Free is een lied geschreven door Buddy DeSylva, Lew Brown en Ray Henderson voor de musical Good News uit 1927. Het kende oorspronkelijk succes in 1927. Het numer werd in 1947 gecoverd door Jo Stafford. Dinah Shore coverde het nummer ook in 1948, en haar single bereikte de 18e plaats op de Billboard Hot 100. Het nummer werd ook gezongen in de film They Shoot Horses, Don't They? en de televisieserie Mad Men.